# Dorn Brno
Dorn Brno je dvanáctipodlažní kancelářská budova výšky 49 metrů, nacházející se v centru Brna mezi ulicemi Dornych a Plotní.
Investorem projektu je tišnovská společnost Camastro a stavba byla dokončena během prvního čtvrtletí roku 2016. Projekt obsahuje téměř 8500 m² plochy, využívané jako kancelářské, obchodní, školicí a zasedací prostory i ateliéry. Od původního záměru z roku 2008 vybudovat hotel investor z ekonomických důvodů ustoupil.

## Specifikace
Budova zahrnuje kancelářské prostory, recepci, ostrahu a centrální dispečink. Součástí budovy mají být také stravovací služby a relaxační zóny.

## Poloha a okolí
Dorn Brno se nachází v centru Brna v blízkosti obchodního centra Vaňkovka, mezi vlakovým a autobusovým nádražím. Nedaleko objektu je zastávka městské hromadné dopravy Zvonařka. Do roku 2018 zde byla také nyní již zaniklá tramvajová smyčka Zvonařka s autobusovým obratištěm a parkovištěm.
Na téměř trojúhelníkovém prostranství před budovou směrem ke křižovatce ulic Dornych a Plotní vznikla spolu s budovou trávníková úprava a kašna složená z litinových desek, které nesou jména dřívějších brněnských průmyslníků, např. Löw-Beer, Tugendhat, Hlávka, Redlich, Skene, Gomperz ad. V dlažbě před kašnou je vyveden reliéfní nápis v českém a německém jazyce: „Na památku zakladatelů průmyslové slávy města Brna. / Zum Gedenken an die Begründer der industriellen Berühmtheit der Stadt Brünn.“